# ماكسيم ميدفيديف
ماكسيم ميدفيديف (أذرية: Maksim Medvedev؛ مواليد 29 سبتمبر 1989 في باكو، الجمهورية الأذرية السوفيتية الاشتراكية) هو لاعب كرة قدم أذربيجاني من أصل روسي يلعب مع نادي قره باغ في دوري أذربيجان الممتاز كمدافع. مثّل منتخب أذربيجان لكرة القدم. بدأ ماكسيم ميدفيديف مسيرته الرياضية عام 2006.

## الجوائز والإنجازات

### الإنجازات مع النادي
| النادي أو المنتخب | البطولة               | مرات الفوز | الأعوام أو المواسم        |
| ----------------- | --------------------- | ---------- | ------------------------- |
| قره باغ           | دوري أذربيجان الممتاز | 3          | 2013–14، 2014–15، 2015–16 |
| قره باغ           | كأس أذربيجان          | 3          | 2008–09، 2014–15، 2015–16 |

## روابط خارجية
- ماكسيم ميدفيديف على موقع الاتحاد الدولي (مؤرشف)  (الإنجليزية)
- ماكسيم ميدفيديف على موقع الاتحاد الأوربي (الإنجليزية)
- ماكسيم ميدفيديف على موقع قاعدة بيانات كرة القدم.إي يو (الإنجليزية)
- ماكسيم ميدفيديف على موقع ناشيونال فوتبول تيمز (الإنجليزية)
- ماكسيم ميدفيديف على موقع Soccerway.com (الإنجليزية)
- ماكسيم ميدفيديف على موقع عالم كرة القدم.نت (الإنجليزية)
- ماكسيم ميدفيديف على موقع AS.com (الإسبانية)